# The Cars
The Cars var en New Wave rockgruppe fra USA.
Bandet blev dannet i Boston i 1976, med sanger, sangskriver og rytmeguitarist Ric Ocasek; bassist og sanger Benjamin Orr; leadguitarist Elliot Easton; keyboardspiller Greg Hawkes og trommeslageren David Robinson.

## Diskografi
- The Cars (1978)
- Candy-O (1979)
- Panorama (1980)
- Shake It Up (1981)
- Heartbeat City (1984)
- Door to Door (1987)
- Move Like This (2011)